# Ivan Mráz
Ivan Mráz (Levoča, 24 maggio 1941 – Heredia, 18 maggio 2024) è stato un calciatore, allenatore di calcio e giornalista cecoslovacco, dal 1993 slovacco, di ruolo attaccante.

## Biografia
Indossò la maglia di Slovan Bratislava, Dukla Praha e Sparta Praha, disputando complessivamente 162 match e siglando 55 reti nel campionato cecoslovacco.
Dopo aver giocato nelle selezioni giovanili e nella squadra riserve, fu convocato per le olimpiadi di Tokyo 1964: segnò sei gol in sei incontri. La Cecoslovacchia perse la finale del torneo olimpico con l'Ungheria per due reti a una.
Il 29 aprile 1964 giocò contro la Germania Ovest (3-4), siglando una doppietta.
In seguito alla carriera di calciatore e allenatore, divenne giornalista per l'agenzia di stampa Ceca.
Ivan Mráz morì a Heredia (Costa Rica), in Costa Rica, il 18 maggio 2024, sei giorni prima di compiere 83 anni.

## Palmarès

### Giocatore

#### Club

##### Competizioni nazionali
- Coppa di Cecoslovacchia: 3

Slovan Bratislava: 1961-1962, 1962-1963
Sparta Praga: 1963-1964
- Campionato cecoslovacco: 2

Sparta Praga: 1964-1965, 1966-1967

#### Nazionale
- Argento olimpico: 1

Tokyo 1964